# Берхман, Ермолай Астафьевич
Ермола́й Аста́фьевич (Ереме́й Евста́фьевич) Бе́рхман (нем. Hermann Johann Jakob von Bergmann; 1780—1856) — русский военачальник, генерал-майор.
Участник русско-турецкой войны и военных походов 1799 и 1805 годов (Швейцарский поход Суворова и Первая австрийская кампания 1805 г.).

## Биография
Родился в Arrasch (возле Цесиса?) 15 июня 1780 года[по какому календарю?]. Происходил из небогатой дворянской семьи Лифляндской губернии (Вольмарского уезда); отец — пастор нем. Gustav von Bergmann; брат — подполковник Фёдор Евстафьевич Берхман (1777—1845).
Военную службу начал в 1798 году унтер-офицером в Екатеринославском гренадерском полку.
В 1800 году был произведён в прапорщики; в 1811 году в чине капитана переведен в Тобольский пехотный полк.
Во время Отечественной войны 1812 года участвовал в сражениях под Смоленском, при Бородине, Малом-Ярославце, под Вязьмой и Красным; в 1813 году — при Лютцене, Бауцене, Кульме и Лейпциге (был ранен); в 1814 году — при взятии Парижа (Золотая шпага «За храбрость»). Также имел орден Pour le Mérite (11.4.1814).
В 1814 году Берхман был произведён в полковники и в этом звании был с 01.06.1815 по 04.11.1819 — командиром Ширванского пехотного полка; с 04.11.1819 по 30.08.1822 — командиром Казанского пехотного полка.
В 1822 году он был произведён в генерал-майоры и назначен командиром сначала 2-й бригады 11-й пехотной дивизии, затем 2-й бригады 19-й пехотной дивизии, а в 1823 году — 3-й бригады 20-й пехотной дивизии и командиром этой же дивизии в 1830—1832 годах.
В 1826 году под Закаталами участвовал в экспедиции, направленной для усмирения джарцев. В 1827 году — при взятии Эривани (орден Св. Анны 1-й степени) и в 1828 году — при взятии Карса и Ардагана.
После основания в 1831 году Геленджикского военного укрепления его жизненный путь пролёг в Крым, где в 1832 году он был назначен комендантом крепости Еникале (район Керчи).
Был награждён орденом Св. Георгия 4-й степени (№ 4312; 19.12.1829; выслуга лет).
Вышел в отставку 21 января 1855 года с должности коменданта Килийской крепости с производством в генерал-лейтенанты. Умер в Ананьеве (Херсонская губерния) в 1856 году.

## Интересный факт
28 июля 1831 года на Толстый мыс Геленджикской бухты был высажен десант сухопутных войск в составе 4138 человек под командованием генерал-майора Берхмана Ермолая Астафьевича. Эта дата и является основанием Геленджикского военного укрепления, а в последующем — поселения и города Геленджик.
С Берхманом прибыл инженер Данилов. Они оба имели задачу высадиться на берегу Геленджикской бухты, внимательно осмотреть её и выбрать наиболее подходящее место, чтобы приступить к строительству укрепления. Первоначально это было маленькое, окруженное морем и горами Геленджикское военное укрепление. Генерал Н. Раевский писал графу М. Воронцову:

«…Генерал-майор Берхман оказал важнейшие услуги Отечеству: он первый из русских генералов стал твёрдым копытом на восточном берегу Чёрного моря и основал Геленджик…»